# キンポルシェ
キンポルシェ ザ シリーズ は、2022年のタイのアクションロマンスドラマテレビシリーズで、二人組作者Daemiによる同名のウェブ小説が原作。Kinn役にパークプーム・ロムサイトーン(マイル)、Porsche役にナタウィン・ワッタナキティパット(アポー)が出演。このシリーズは、日々金を稼ぎ弟の世話に必死なPorscheが、Kinnによってマフィアの裏社会に引き込まれていく姿を描いている。 
このシリーズはKongkiat Komesiri (Khom)、Krisda Witthayakhajorndet (Pond)、Banchorn Vorasataree (Pepsi)の3名が監督を務めた。 タイでは、One 31にて、2022年4月2日より毎週土曜日23:00(ICT)に放送、日本ではU-Next、その他世界中でiQIYIにて配信された。 One 31はカットバージョンだったのに対し、アンカットのフルバージョンは KinnPorsche: La ForteというタイトルでiQIYIで配信された。

## キャストとキャラクター

### 主演
- パークプーム・ロムサイトーン(マイル)： Kinn Anakinn Theerapanyakun役、マフィア一家 Theerapanyakunファミリーの本家次男で次期後継者。
- ナタウィン・ワッタナキティパット(アポー)：Porsche Pachara Kittisawasd役、バーテンダーでアンダーグラウンドのファイター
  - Pasin Cahanding：子供のころのPorsche

### 助演
- ウィッチャパート・スメーティクン(バイブル) ：Vegas Kornwit Theerapanyakun役、Theerapanyakunファミリーの分家長男で次期後継者。
- ジャカパン・プッター(ビウ)：Pete Phongsakorn Saengtham役、 Theerapanyakun家で働く、TankhunのヘッドボディガードでありPorscheのルームメイト。
- ジェフ・サター：Kim Kimhan Theerapanyakun役、Kinnの弟でポップシンガー。家業に無関心を装っているが、内心は父や兄と同じように冷酷な男。
- トリンシット・イッサラポンポーン(バーコード)：Porchay Pitchaya Kittisawasd役、Porscheの弟で、名門音楽大学に入学しようとしている。

## 制作
2020年9月、制作会社のFilmaniaがウェブ小説 KinnPorsche Story: Fierce Love、Finally Love ( รักโคตรร้าย สุดท้ายโคตรรัก) がテレビシーズになることを発表。 2021年1月に予告編をリリースした後、Filmaniaはプレス発表と伝統的な礼拝儀式を3月に行い、プロジェクトをスタートした。
2021年7月上旬、撮影がほぼ終了したころに、原作のウェブ小説の二人の作者であるDaemiが、制作の方向性の違いからFilmaniaから離れることを発表。 このシリーズの可能性と他のキャストの努力を見て、主役のKinn役に抜擢されていた俳優のパークプーム・ロムサイトーンは、友人で、製作会社Be On Cloudの重役でもあった監督のKrisda Witthayakhajorndet(Pond)に連絡を取った。 KinnPorscheはその後、Be On Cloudに買収され、同社はいくつかの変更を行ったと発表した。 2021年8月下旬、新しい制作会社は、新しいティザーをリリースし、シリーズのタイトルは KinnPorsche: The Seriesとなった。 2021年11月、プレス発表では、新しいキャストが公表されロックバンドSlot Machineとのコラボレーションも発表された。 同11月には、KinnPorscheは、iQIYIの初のタイオリジナルシリーズとなることも明らかになった。
2022年3月、iQIYIがアンカットバージョンをリリースすることが発表され、タイトルはKinnPorsche: La Forteとなった。